# Manuel Flores Silva
Manuel Flores Silva (Montevideo, 23 de julio de 1950) es un profesor de letras, político y periodista uruguayo perteneciente al Partido Colorado. 

## Biografía
Es hijo de María Zulema Silva Vila y del también político y literato Manuel Flores Mora. Es el quinto Manuel Flores por línea directa y el tercero de ellos senador, ya que un cuarto no aceptó la convocatoria a ocupar la banca. Tanto por la rama Mora como por la rama Silva, Manuel Flores Silva tiene también antecesores que ocuparon bancas senaturiales.
Comenzó su militancia activa durante la dictadura cívico-militar, oponiéndose en 1980 al proyecto de reforma constitucional de los militares. En las elecciones internas de 1982, presentó su propia lista, con un perfil de izquierda moderada, siguiendo la tradición histórica socialdemócrata colorada.
En 1983 fundó el semanario Jaque, opositor a la dictadura militar. Posteriormente, en las elecciones nacionales de 1984, presentó la Lista 89 de la Corriente Batllista Independiente que apoyaba al candidato Julio María Sanguinetti, por la cual fue elegido senador y obtuvo dos diputados por Montevideo: Víctor Vaillant (quien después se desvincularía del sector) y Daniel Lamas.
Fue Presidente de la Comisión Permanente del Parlamento uruguayo, Vicepresidente primero del Senado, Presidente de la Comisión de Economía y de la Comisión de Legislación de Partidos Políticos. Fue miembro informante y propulsor de leyes de Zonas Francas y de Corporación Nacional para el desarrollo.
En las elecciones de 1989, no fue reelecto senador.
En 1994 fundó la revista Posdata que, al igual que el semanario Jaque, fue un éxito editorial. En 1998 Flores Silva fue procesado con prisión junto a Felipe Flores Silva y Eduardo Alonso Bentos por los delitos de emisión de cheques sin fondos. La Justicia desistió luego de la acusación y archivó el caso con la inocencia de Flores Silva intocada.
Ante la inminente derrota del Partido Colorado en las elecciones de 2004, Flores Silva se hizo elegir Convencional Nacional del Partido Colorado, volviendo por unos meses a la política, y desde allí propuso que el Partido reformara su Carta Orgánica haciendo soberano del Partido a sus afiliados. Esa reforma se concretó en la Carta Orgánica, así como una idea propuesta por Flores Silva en 1987 que hace elegir directamente a la Convención Nacional a un quinto de sus miembros en elecciones juveniles.
Posteriormente Flores Silva fue miembro por cinco años de la Directiva del Capítulo uruguayo de Transparencia Internacional (2005-2010) y su Director Ejecutivo en 2012.
En 2012 anunció el lanzamiento de un nuevo sector dentro del Partido Colorado llamado Ala Batllista. El mismo está integrado por la Corriente Batllista Independiente y el mismo afirma ser una alternativa de izquierda republicana a los sectores mayoritarios colorados, y reivindicar el papel de su partido como impulsor de un Estado del bienestar.
Flores Silva es autor de varias publicaciones, entre ellas “Gobernabilidad. Un reportaje de América Latina” (Fondo de Cultura Económica, México, 1997) obra en la que además de un ensayo hay reportajes a 14 jefes de Estado en funciones y uno detenido.
Ha sido profesor en varias universidades. Ha sido consultor para organismos internacionales en temas institucionales durante más de 20 años.
En 1988 se le concedió la condecoración Orden Nacional del Mérito de Francia por “su labor en la reconstrucción democrática del Uruguay”.